# 武庫大橋

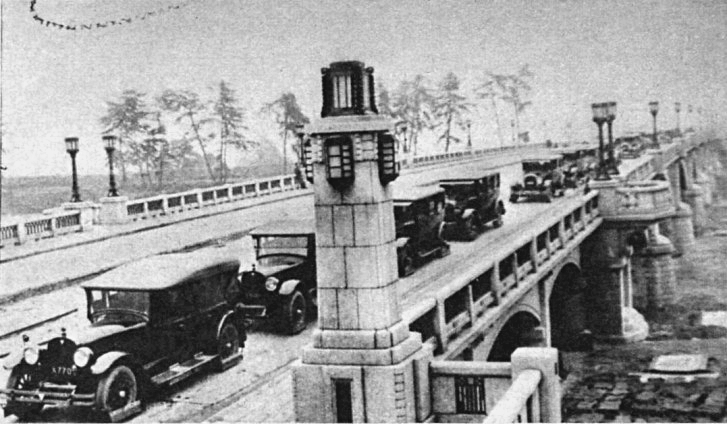
1926年12月25日、阪神国道開通時の武庫大橋

武庫大橋（むこおおはし）は、国道2号上にある武庫川に架かる橋である。日本百名橋に選ばれ、土木学会選奨土木遺産にも認定された。

## 概要
増田淳の指導のもと、1925年8月から1年4か月をかけて完成し、かつては路面電車の阪神国道線も併設されていた。橋の中央部にバルコニーがあり、高欄は北木石でつくられている。1993年には改修が施された。2006年に土木学会選奨土木遺産に選ばれる。
なお、武庫川に架かる橋で本橋と名称の類似したものとしては、兵庫県三田市に所在する「武庫川大橋」がある。

## 歴史
今日の武庫大橋の下流には中国街道の武庫川渡し、上流には西国街道の髭の渡しがあったとされる。1885年から1909年の間に、武庫川橋（現・国道43号）が架けられた後、増大する交通量に対処するため、大阪府と兵庫県が新しい道路建設に着手（1920年）。その一環として武庫大橋が計画された。武庫大橋が完成した翌年に、道路が竣工（1927年）した。